# Perrebia
La Perrebia (in greco: Περραιβία o Περαιβία; in latino: Perrhaebia) era il distretto più settentrionale della Tessaglia, abitato dai Perrebi.
Le principali città furono Pythion, Doliche, Olossone e Falanna, che era il centro principale del distretto.
La regione fu assoggettata dalla Macedonia fin dal IV secolo a.C. e fu unita con la Dolopia. Divenne indipendente nel 196 a.C., dopo la disfatta macedone nella battaglia di Cinocefale e la dichiarazione di indipendenza della Grecia fatta da Tito Quinzio Flaminino ai Giochi Istmici di Corinto. Nel 146 a.C. entrarono ufficialmente a parte della Repubblica romana e furono uniti alla Tessaglia.